# Biúta
A biúta (Bitis arietans ou Bitis lachesis) é uma serpente africana da família dos viperídeos, sendo altamente venenosa e perigosa para o homem. Quando provocada incha o corpo e emite um assobio alto. Também é conhecida pelos nomes de buta, riúta e surucucu.
Nota: Não confundir com a surucucu da América do Sul.